# 山崎直之
山崎 直之（やまざき なおゆき、1991年5月5日 - ）は、東京都西東京市出身のサッカー選手。ポジションは主にミッドフィールダー（MF）。

## 来歴
2004年より地元JリーグクラブFC東京の下部組織に加入。U-18では主にMF（ボランチ）に配され、中盤の核として司令塔役を担い、高精度の配球と前線への飛び出しでチームの攻撃を支えた。2009年には同期の阿部巧、重松健太郎、平出涼、梅内和磨、三田尚央、守山健二らと共にJユース選手権で優勝。
2010年、東京学芸大学に進学し、蹴球部に所属。同年の関東大学リーグ2部ではチーム最多得点を挙げ、新人賞及びベストイレブンに選出された。2011年にはリーグ準優勝及び1部昇格を達成し、2年連続でベストイレブンに選出された。登録上はMFだったが、同期のMF茶島雄介との兼ね合いもあり、岡卓磨などと共にFWに配される機会も多かった。大学3年時にトレーニングの失敗から極度の不振に陥り、Jリーグ入りを逃した。
2014年、JFL・アスルクラロ沼津に加入。腰椎の骨折もあって先発に定着できず同年末に退団し渡欧。テスト生としてフィンランド・HJKヘルシンキに帯同したが契約には至らなかった。
帰国後の2015年6月、HBO東京に加入。主にトップ下に入り技術の高さと視野の広さを活かして出場を重ねた。2016年2月から約3ヶ月間アメリカに滞在。この頃、大学以来の不振から復調しマイアミ・ユナイテッドFCでのトライアウトに臨んだが、条件面やビザ取得の問題から移籍できなかった。
2016年7月に渡蘭。テスト参加を経てエールステ・ディヴィジ（オランダ2部）・SCテルスターに加入した。9月に選手登録が完了すると直後の第6節デ・フラーフスハップ戦で早速先発出場し、マン・オブ・ザ・マッチに選出された。2017年3月の第30節エメン戦で初得点を挙げた。
2018年7月、フィンランドのIFグニスタンに移籍した。更にPEPOを経て、2021年より台中Futuroに移籍した。
2022年、台湾石虎足球隊に移籍。

## 所属クラブ
ユース時代
- いづみFC[1]
- FC東京U-15深川
- FC東京U-18 (東京都立田無高等学校[9])
- 東京学芸大学蹴球部

アマチュア時代
- 2014年  アスルクラロ沼津
- 2015年 - 2016年  HBO東京

プロ時代
- 2016年 - 2017年  SCテルスター
- 2018年 -  IFグニスタン
- 2019年 - 2021年  PEPOラッペーンランタ（フィンランド語版）
- 2021年  台中Futuro
- 2022年 -  台湾石虎足球隊

## 個人成績
| 国内大会個人成績 | 国内大会個人成績 | 国内大会個人成績 | 国内大会個人成績 | 国内大会個人成績             | 国内大会個人成績 | 国内大会個人成績 | 国内大会個人成績 | 国内大会個人成績 | 国内大会個人成績 | 国内大会個人成績 | 国内大会個人成績 |
| 年度             | クラブ           | 背番号           | リーグ           | リーグ戦                     | リーグ戦         | リーグ杯         | リーグ杯         | オープン杯       | オープン杯       | 期間通算         | 期間通算         |
| 年度             | クラブ           | 背番号           | リーグ           | 出場                         | 得点             | 出場             | 得点             | 出場             | 得点             | 出場             | 得点             |
| 日本             | 日本             | 日本             | 日本             | リーグ戦                     | リーグ戦         | リーグ杯         | リーグ杯         | 天皇杯           | 天皇杯           | 期間通算         | 期間通算         |
| ---------------- | ---------------- | ---------------- | ---------------- | ---------------------------- | ---------------- | ---------------- | ---------------- | ---------------- | ---------------- | ---------------- | ---------------- |
| 2014             | 沼津             | 23               | JFL              | 2                            | 0                | -                | -                | -                | -                | 2                | 0                |
| 2015             | H東京            | 44               | 東京都1部        | 5                            | 2                | -                | -                | -                | -                | 5                | 2                |
| オランダ         | オランダ         | オランダ         | オランダ         | リーグ戦                     | リーグ戦         | リーグ杯         | リーグ杯         | KNVBカップ       | KNVBカップ       | 期間通算         | 期間通算         |
| 2016-17          | テルスター       | 21               | エールステ       | 20                           | 3                | 0                | 0                | 1                | 0                | 21               | 3                |
| 通算             | 日本             | 日本             | JFL              | 2                            | 0                | -                | -                | 0                | 0                | 2                | 0                |
| 通算             | 日本             | 日本             | 東京都1部        | 5                            | 2                | -                | -                | 0                | 0                | 5                | 2                |
| 通算             | オランダ         | オランダ         | エールステ       | \|\|\|\|\|\|\|\|\|\|\|\|\|\| |                  |                  |                  |                  |                  |                  |                  |
| 総通算           | 総通算           | 総通算           | 総通算           | 7                            | 2                | 0                | 0                | 0                | 0                | 7                | 2                |

- 2014年4月20日：JFL初出場 - 1st第6節 vsヴァンラーレ八戸 (八戸市東運動公園陸上競技場)
- 2016年9月10日：エールステ・ディヴィジ初出場 - 第06節 vsデ・フラーフスハップ (Rabobank IJmond Stadion)
- 2017年3月14日：エールステ・ディヴィジ初得点 - 第30節 vsFCエメン (Rabobank IJmond Stadion)

## 代表・選抜歴
- U-18日本代表
  - 2009年 - SBSカップ（優勝）、AFC U-19選手権2010 (予選)
- U-19日本代表
  - 2010年 - フローニンゲン国際ユース大会（準優勝）、ミルクカップ（5位）
- 全日本大学選抜
  - 2010年
  - 2011年 - アンジェロ・ドッセーナ国際ユース大会（準優勝）
  - 2012年

## タイトル
- Jリーグユース選手権大会 (2007年、2009年)
- 関東プリンスリーグ (2008年、2009年)
- 日本クラブユースサッカー選手権 (U-18)大会 (2008年)
- 関東大学リーグ2部 新人賞 (2010年)
- 関東大学リーグ2部 ベストイレブン (2010年[7]、2011年[8])